# Eudulophasia aurora
Eudulophasia aurora är en fjärilsart som beskrevs av Hermann Burmeister 1878. Eudulophasia aurora ingår i släktet Eudulophasia och familjen mätare. Inga underarter finns listade i Catalogue of Life.